# チェアーズ・ミッシング
『チェアーズ・ミッシング』(Chairs Missing、旧邦題：消えた椅子)はイギリスのポストパンクバンド、ワイヤーの2ndアルバム。1978年8月発売。

## 概要
前作でのミニマリスティックリフをフィーチャーしたサウンドを引き継いでいるものの、同時代のプログレッシブ・ロックやサイケデリック・ロック、アート・ロックを意識した複雑な曲構成を追い求めた。プロデューサーのマイク・ソーンがキーボード演奏で参加したこともあり、より表現の幅が広がった。

## 評価
アルバムは全英48位を記録。アルバムからのセカンドシングル「アウトドア・マイナー」は全英51位を記録した。
ピッチフォーク・メディアは1970年代のベストアルバムリストの33位に本作を選出。NMEはオールタイムベスト500の394位に本作を選んだ。

## 収録曲

### A面
1. プラクティス・メイクス・パーフェクト "Practice Makes Perfect" - 4:11
2. フレンチ・フィルム・ブラード "French Film Blurred" - 2:34
3. アナザー・ザ・レター "Another the Letter" - 1:07
4. メン・セカンド "Men 2nd" - 1:43
5. マルーンド "Marooned" - 2:21
6. サンド・イン・マイ・ジョインツ "Sand in My Joints" - 1:50
7. サックト・イン・アゲイン "Being Sucked in Again" - 3:14
8. ハートビート "Heartbeat" - 3:16

### B面
1. マーシー "Mercy" - 5:46
2. アウトドア・マイナー "Outdoor Minor" - 1:44
3. アイ・アム・ザ・フライ "I Am the Fly" - 3:09
4. ミステリアス・トゥデイ "I Feel Mysterious Today" - 1:57
5. フロム・ザ・ナーサリー "From the Nursery" - 2:58
6. ユースト・トゥ "Used To" - 2:23
7. トゥー・レイト "Too Late" - 4:14

### CDリイシュー版ボーナス・トラック
1. ゴー・アヘッド "Go Ahead" - 4:01 （1989年リイシュー版）
2. アウトドア・マイナー （ロング・ヴァージョン） "Outdoor Miner (Long Version)" - 2:54 （1994年リイシュー版）
3. ア・クエスチョン・オブ・ディグリー "A Question of Degree" - 3:09 （1989年／1994年リイシュー版）
4. フォーマー・エアライン "Former Airline" - 3:20 （1989年／1994年リイシュー版）

## 参加ミュージシャン
- コリン・ニューマン - ボーカル、ギター
- ブルース・ギルバート - ギター
- グレアム・ルイス - ベースギター
- ロバート・ゴートゥベッド - ドラムス

### その他ミュージシャン
- マイク・ソーン - シンセサイザー、キーボード
- キャスリン・ルーカス - フルート (#8)